# Bitwa nad rzeką Sit
Bitwa nad rzeką Sit – starcie zbrojne, które miało miejsce w roku 1238. 
Armia mongolska pod wodzą Batu-chana uderzyła na ziemie ruskie. Na początku Mongołowie zdobyli Riazań, dokonując w mieście rzezi. Następnie zdobyli Kołomnę i stołeczny Włodzimierz nad Klaźmą. Po upadku miasta doszło do ponownej masakry mieszkańców. Kolejnym etapem było zajęcie Rusi Środkowej. W dniu 4 marca 1238 roku nad rzeką Sit doszło do krwawej bitwy, w której klęskę poniósł wielki książę włodzimierski Jerzy II Wsiewołodowicz. Zwycięstwo w bitwie otworzyło Mongołom wolną drogę na tereny dzisiejszej Ukrainy.
Po zwycięskiej kampanii w roku 1237, Mongołowie wyruszyli śladem wojsk księcia Jerzego Wsiewołodowicza, które dnia 4 marca skoncentrowały się nad rzeką Sit. Po dotarciu Mongołów w pobliże rzeki, Rusowie wyszli ze swojego obozu, ustawiając się do bitwy. Bitwę rozpoczął atak mongolskiej konnicy na formujące się oddziały prawego skrzydła Rusinów, które zostały całkowicie rozbite. Wkrótce kolejne ruskie oddziały zaczęły ulegać atakującym falom mongolskiej jazdy. Prawdopodobnie w tym początkowym momencie bitwy zginął Jerzy Wsiewołodowicz, w wyniku czego dowództwo ruskie przestało istnieć. Bitwa zakończyła się pogromem prawego skrzydła wojsk ruskich. W tym samym czasie lewe skrzydło widząc klęskę na prawej flance rozpoczęło manewr wycofywania się. Ścigający Rusów Mongołowie zabili wielu z nich podczas odwrotu co tylko dopełniło obrazu klęski. Kontynuując kampanię Mongołowie zdobyli w kwietniu miasta Włodzimierz oraz Kozielsk, który spłonął w wyniku krwawych walk. Sami Mongołowie mieli stracić tu 4 000 ludzi. Zajęcie i zrównanie z ziemią Kozielska zakończyło pierwszy etap podboju Rusi przez Mongołów. 